# M66
M66 är en motorväg i Storbritannien som går mellan Manchester och Rawtenstall. Motorvägen ansluter till ringleden M60 runt Manchester. Den är 12,9 kilometer lång.